# Запаранюк, Руслан Васильевич
Руслан Васильевич Запараню́к (укр. Руслан Васильович Запаранюк; род. 1974, Нижние Становцы, Черновицкая область) — украинский политический и государственный деятель. Председатель Черновицкой областной государственной администрации с 11 июля 2022 года.

## Биография
Руслан Васильевич Запаранюк родился в 1974 году в селе Нижние Становцы. Имеет высшее образование. В 1997 году окончил Черновицкий национальный университет имени Юрия Федьковича по специальности «физик, преподаватель», а в 2003 году — Черновицкий торгово-экономический институт по специальности «экономист по учёту и аудиту».
Работал на разных должностях финансового сектора в родном регионе. С июля 2014 года был начальником филиала Черновицкого областного управления АО «Государственный сберегательный банк Украины».
11 июля 2022 года Президент Украины Владимир Зеленский назначил его председателем Черновицкой областной государственной администрации.